# Safara (Portogallo)
Safara è un'ex freguesia del comune portoghese di Moura. Ha un'area di 57,62 km² e nel 2001 ospitava una popolazione di 1.167 abitanti.